# Kastell Zurzach

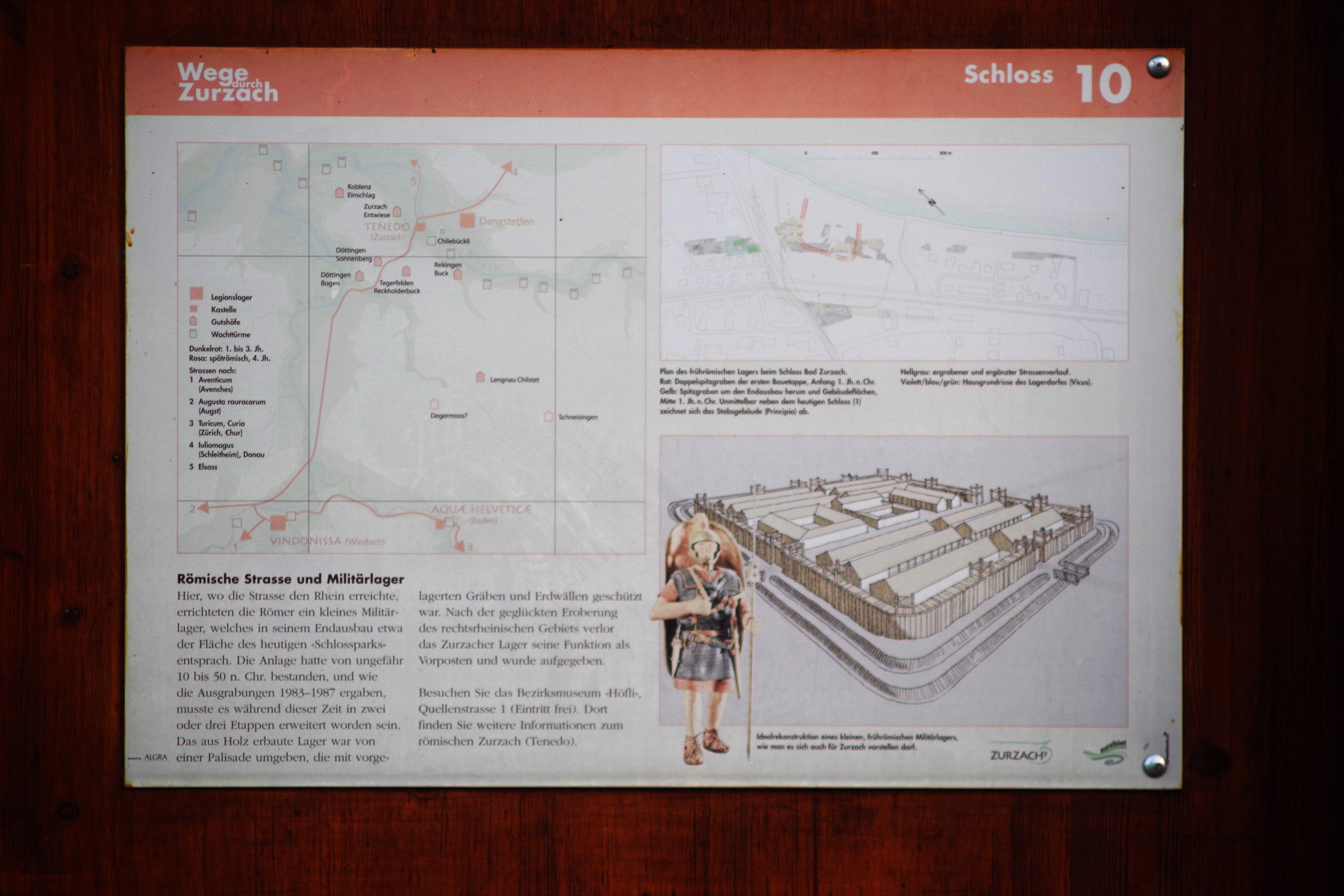
Hinweistafel beim Schlosspark Bad Zurzach

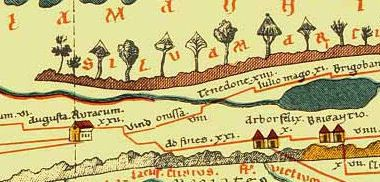
Ausschnitt der Tabula Peutingeriana mit Tenedone

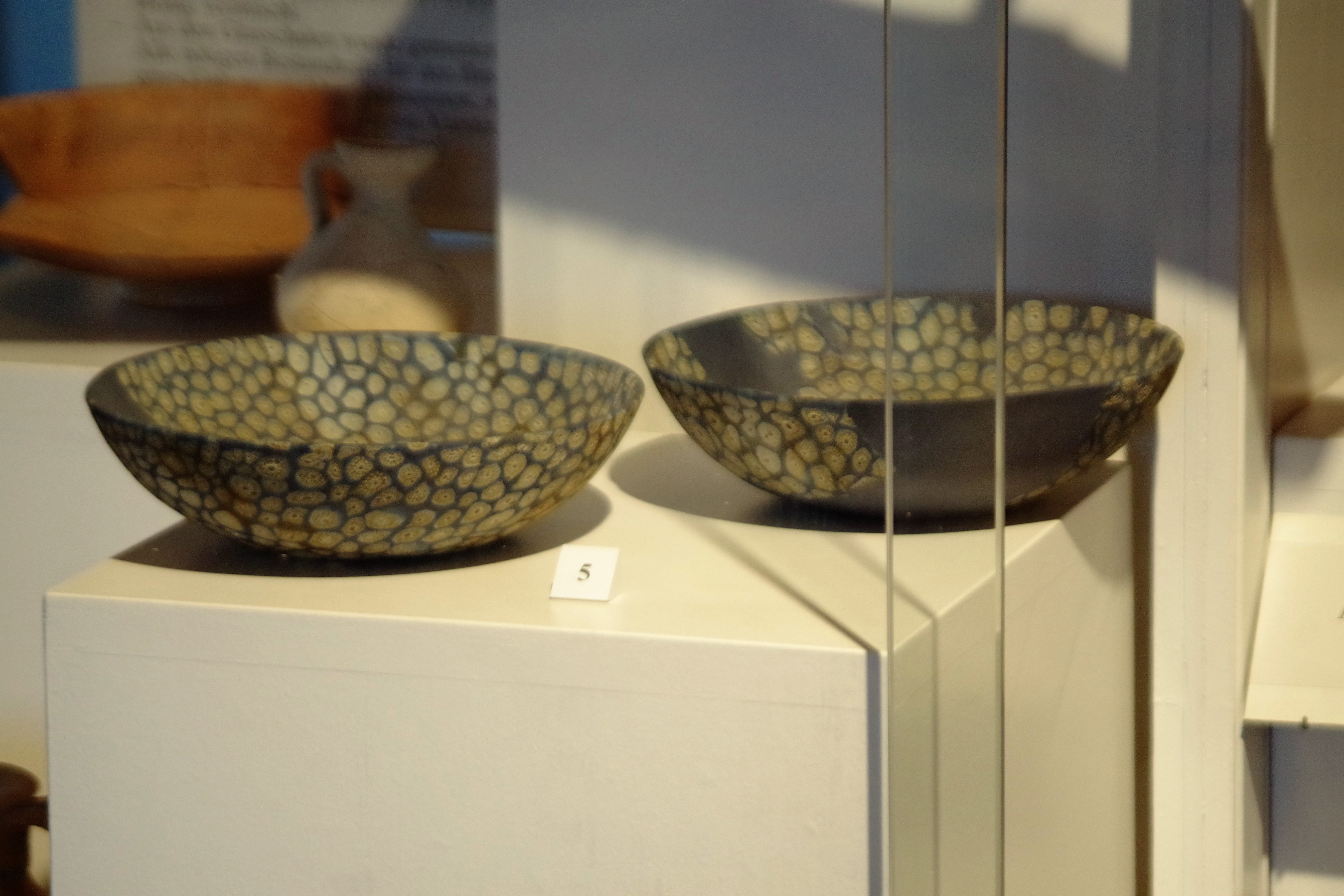
Römische Glasschalen (Museum Höfli)

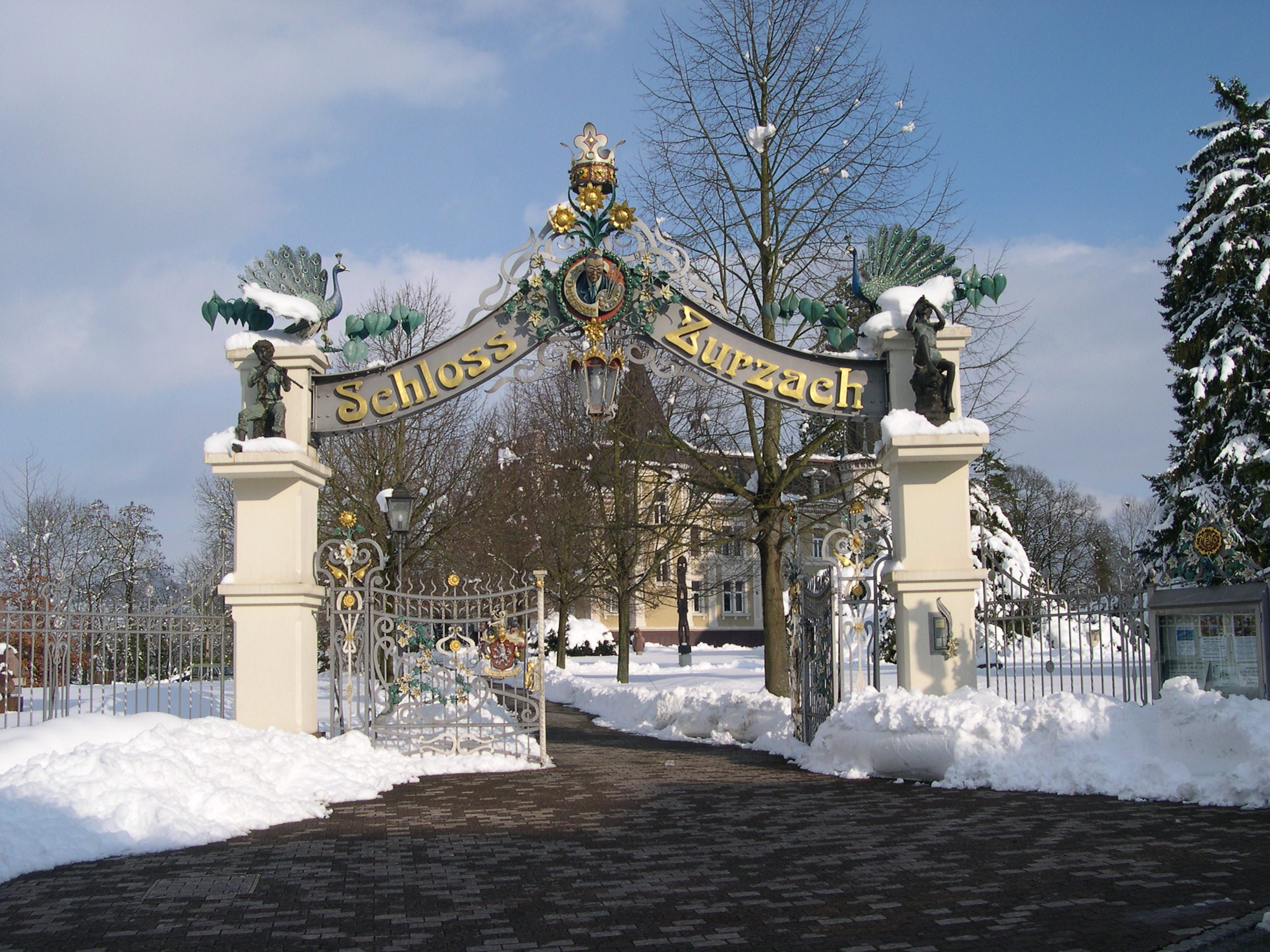
Eingangstor zum Schlosspark in Zurzach

Das römische Kastell Zurzach (Tenedo) befindet sich im heutigen Bad Zurzach, im Kanton Aargau, auf dem Staatsgebiet der Schweiz, auf dem Parkgelände von Schloss Zurzach. Es sicherte die Straße an die Donau und einen Rheinübergang.
Am Rheinübergang der alten Fernstrasse vom schweizerischen Mittelland an die Donau, vermutet man seit 400 v. Chr. das keltische Oppidum Tenedo. Seit dem 1. Jahrhundert n. Chr. ist eine römische Befestigung auf dem Kirchlibuck zur Verkehrsüberwachung nachweisbar. Dessen Areal wurde von Rom zur Sicherung ihrer Reichsgrenze (Limes) am Hochrhein befestigt. In der Nähe des Legionslagers Vindonissa (Windisch) errichteten sie hierfür zunächst ein Holz-Erde-Kastell, daneben entstand wohl auch ein erster Rheinübergang, wobei das gegenüberliegende Kastell in Dangstetten wohl schon früher angelegt wurde. Nach der Besetzung der rechtsrheinischen Gebiete (Dekumatenland) wurde es wieder aufgegeben. 600 m rheinaufwärts befindet sich - ebenfalls auf dem „Kirchlibuck“ - die Mauerreste des nachfolgenden, spätrömischen Doppelkastells aus dem 4. Jahrhundert sowie die Fundamente einer frühchristlichen Kirche mit Baptisterium aus dem 5. Jahrhundert. Zur Grenzbeobachtung dienten den Römern zudem Wachttürme (z. B. Wachturm Koblenz-Kleiner Laufen), deren Reste noch heute entlang des Rheins zu finden sind.

## Name und Lage
Ein Hinweis auf eine mutmassliche eisenzeitliche bzw. «keltische» Siedlung könnte der vorrömische Ortsname Tenedo sein. Es ist wahrscheinlich eine der zwölf von Julius Caesar erwähnten Städte (Bellum Gallicum. 1.5.2). Die Etappe Tenedo(ne) wird nur in der Tabula Peutingeriana erwähnt. Die spätmittelalterlichen Gelehrten Johannes Stumpff und Aegidius Tschudi glaubten an einen zweiten antiken Namen von Zurzach. Sie stützten ihre Vermutung auf einen dort gefundenen Grabstein des Legionsveteranen Certus. Der antike Ortsname Tenedo oder Tenedone wurde demnach später durch den Namen Certiacum abgelöst. Tschudi führte letzteren auf den galloromanischen Gentilnamen Ortiacum zurück. Das Spätlateinische (praedium) Ortiacum bedeutet «dem Ortius gehörendes Landgut». Da die wissenschaftliche Forschung hierzu erst um 1860 eingesetzt hat, sind diese allerdings mit Vorsicht zu behandeln.
Das Lager stand an einer wichtigen Römerstrasse von Vindonissa nach Arae Flaviae. In der Tabula Peutingeriana scheint es zusammen an der Strasse nach Vindonissa -Tenedone-Iuliomagus (Schleitheim)-Brigobannis (Hüfingen) auf. Die Strasse, die in die Region an der oberen Donau führte und bei Zurzach den Rhein überquerte, geht wohl schon auf einen prähistorischen Pfad zurück. Ab 14. n. Chr. gehörte die Landschaft am Hochrhein zur Provinz Gallia Belgica und nach 90 n. Chr. zur Germania superior.
Die Straße führte durchs schweizerische Mittelland, nach dem Jurator bei Windisch weiter ins untere Aaretal, das bis in die Neuzeit stark versumpft und daher für den Waren- und Reiseverkehr nicht passierbar war. Seit der Bronzezeit war sie die primäre Straßenverbindung zwischen Süddeutschland, den Jura entlang, durchs Mittelland nach Genava (Genf) und weiter ins Rhonetal. Die Straße splitterte sich in zwei Routen auf: eine lief über Vindonissa nach Turicum (Zürich), Sargans und über die Bündner Pässe nach Italien; die andere Strecke führte von Salodurum (Solothurn) bis an den Genfersee, wobei man vorher noch Ecluse und Lugdunum (Lyon) passiert und dann – dem Rhonetal entlang – schließlich nach Massalia (Marseille) gelangte.

## Forschungsgeschichte
Einzelne Funde aus dem Neolithikum (Silexartefakte, Steinsäge und Doppelhockergrab), der Mittelbronzezeit (Grube mit Lehmverputzstücken von Bauten, Keramikfragmente, Schwert aus zerstörtem Körpergrab) und der Spätbronzezeit (drei Urnengräber um 1050 v. Chr.; Bronzezeit) erlauben keine exakten Schlussfolgerungen über die Siedlungsgeschichte des Ortes. In „Uf Rainen“ wurde 1986 eine späthallstattzeitliche Siedlung nachgewiesen. Links und rechts der heutigen Hauptstraße befand sich das keltisch/helvetische Gräberfeld Mittskirchen (auch Mitts-Chilch) genannt. Hier wurden 1924 sechs Gräber aus der Latènezeit (400-58 v.Chr) freigelegt. Das Gräberfeld weist Brand- und Körperbestattungen auf, die ins 1. bis 4. Jahrhundert datiert werden. Bemerkenswert ist die Beigabe beim Mädchengrab Nr. 156: Die Fingerkunkel (Spinnrocken) aus Knochenmaterial zeigt die Venus pudicitia und kann ins 4. Jahrhundert datiert werden, der angeblichen Lebensspanne der heiligen Verena. Die bisher bekannten acht Gräber aus dem 4. Jahrhundert v. Chr. sind diesbezüglich nur wenig aussagekräftig. Auch sind Überreste der bereits vom Zürcher Altertumsforscher Ferdinand Keller um 1860 beobachteten römischen Rheinbrücken erhalten geblieben. Von 1983 bis 1987 erfolgte eine größere archäologische Ausgrabung. Etwas weiter nördlich stieß man 1983 bei Untersuchungen für den Bau der neuen Nordumfahrung auf einen Vicus und drei frührömische Kastelle. Die Fundstücke daraus sind im Museum Höfli ausgestellt. Diesbezügliche römische Inschriften aus dem 1. Jahrhundert konnten dort bis dato nicht freigelegt werden.

## Entwicklung
Bodenfunde weisen darauf hin, dass die Gegend am Hochrhein bereits während der Jungsteinzeit vor rund 5000 Jahren und auch in der Bronzezeit (1200 v. Chr.) besiedelt war. Um 400 v. Chr. befand sich auf dem Areal des heutigen Zurzach eine keltische Siedlung, die durch Gräberfunde unter der Mittskirchstrasse belegt ist. Durch den römischen Historiker Strabon ist lediglich überliefert, dass zwei römische Armeen nach dem Alpenfeldzug 15. v. Chr. sich an den „Donauquellen“ vereinigten und dann auch das Schweizer Mittelland besetzten. Dabei setzte bei Zurzach/Rheinheim die Legio XIX über den Strom und errichtete das zwischen 15 und 9 v. Chr. nachgewiesene Römerlager Dangstetten. Eine fortgesetzte Landnahme in Germanien wurde vorerst durch die katastrophale römische Niederlage in der Schlacht im Teutoburger Wald verzögert, doch entscheidend war der Ausbau des alten (keltischen?) Handelsweges über den Pass von Bechtersbohl zur Wutachlinie und bald darauf (um 40 n. Chr.) in die Baar zur Donau (Kastell Hüfingen).
Die Straße und der Verkehr begünstigten den Standort Zurzach schon seit Beginn der römischen Herrschaft. Auch auf der Tabula Peutingerinana ist Tenedo schon eingezeichnet, interpretiert als das Kastell in Zurzach. Es diente als Etappenpunkt zwischen Vindonissa und Iuliusmagnus. In Zurzach kamen weiters Ziegelstempel der XXI. und der XI. Legion ans Tageslicht, welche beide zu verschiedenen Zeiten in Vindonissa zwischen 46 und 100 n. Chr. stationiert waren. Die Römer waren besonders an der Sicherung des Gebiets zwischen Vindonissa und Dangstetten interessiert. Letzteres liegt nahe Rheinheim/Küssaberg am heute deutschen Nordufer des Rhein. Als Brückenkopf war das Dangstettener Lager von herausragender Bedeutung, weil es den Rheinübergang beherrschte und Basis für die Eingliederung des freien Germaniens in den römischen Reichsverband war.
Tenedo wurde wegen des Rheinübergangs zu einem wichtigen Militärstützpunkt im Nahebereich des Legionslagers Vindonissa an der Heeresstrasse. Der Ort liegt am Zusammenfluss von Aare und Rhein, wo ein vorrömischer Handelsweg von Helvetien zur Donau den Rhein überquerte. Das Kastell selbst ist durch Funde von Holzbauten aus dem 1. Jahrhundert beim Himmelrych belegt, dem heutigen Schloss Zurzach, belegt. Während des 1. Jahrhunderts sicherte eine Abteilung der in Vindonissa stationierten Legion die Brücke und die Straße am linken Rheinufer. Vermutlich reichte das Lager bis zum Ufer der Wutach, zusammen mit dem rechtsrheinischen, um 20-15 v. Chr. belegten römischen Kastell Dangstetten scheint auch am linken Flussufer – auf Zurzacher Gebiet – ein befestigter Brückenkopf angelegt worden sein. In diesen Zeitraum fällt auch die Zerstörung des nahe gelegenen, keltischen Oppidums von Altenburg-Rheinau. Während des 2. und 3. Jahrhunderts war der Wachtposten wahrscheinlich mit Benefiziaren besetzt. Der römische Gutshof von Entwiesen (1. bis 3. Jahrhundert) westlich des heutigen Ortszentrums wurde wohl beim Alamannensturm um 260 durch ein Feuer zerstört. Nach dem Limesfall wurde die Reichsgrenze in der zweiten Hälfte des 3. Jahrhunderts wieder an den Hochrhein (Donau-Iller-Rhein-Limes) zurückverlegt, und etwas östlich von Tenedo wurde am Rheinufer ein stark befestigtes Steinkastell errichtet (belegt 315), das spätrömische Doppelkastell Kirchlibuck-Sidelen (belegt 367) mit einem gegenüberliegenden Brückenkopf bei Rheinheim an der Rheinbrücke.

## Kastell
Insgesamt konnten im Zuge der archäologischen Grabungen drei Lagerkomplexe mit zehn Bauphasen der Umwehrung festgestellt werden. Vermutlich handelte es sich dabei um verschiedene Lagertypen (Marsch-, Sommer-, Winter- oder Standlager). Große Teile seines nordöstlichen Areals sind durch Abschwemmung verloren gegangen. Das Kastell war etwa von 10 bis 50 n. Chr. mit Soldaten belegt.
Die Flächeneinschätzungen für
- Kastell I und II: 0,64 ha;
- Kastell III: ca. 1,8 ha;
- Kastell IV: 2,08 ha,

sind hypothetisch, da die bislang bekannten Längenausdehnungen der Kastelle zum Rhein hin nur Mutmaßungen erlauben. Seine Fläche umfasste in etwa das Areal des heutigen Schlossparks.
Alle vier Kastelle hatten einen quadratischen Grundriss mit abgerundeten Ecken (Spielkartenform) und waren von zwei Gräben umgeben. Die Umwehrung bestand aus einem durch Zwischentürme verstärkten Erdwall mit einer Holzpalisade als Brustwehr. An jeder Seite stand ein durch zwei Flankentürme verstärktes Tor. Kastell I war von zwei parallel verlaufenden Wehrgräben umgeben, aber eine Palisadenverankerung im nördlich an die Wehrgräben anschließenden Innenteil der Befestigung fehlte. Trotz der wenigen Funde (z. B. dreiflügelige Pfeilspitze) kann es in augusteische Zeit datiert werden. Bei Anlage des Kastell II wurde der äußere Graben wiederverwendet, es war etwas größer und stammte aus dem ersten Viertel des 1. Jahrhunderts n. Chr. Kastell III (Datierung Mitte 1. Jahrhundert) wurde durch hölzerne Ausbauten erweitert, allerdings fanden sich dabei auch Ziegelspuren. Der östliche Teil wurde durch den Zurzachbach abgeschwemmt. Für Kastell IV konnte eine Wasserzuleitung unter der via praetoria freigelegt werden; leider wurde dieser wichtige Befund nicht im Detail dokumentiert worden.

### Innenbauten
Die Innenbauten der vier Lager waren wesentlich schwieriger zu erkennen und ihre Spuren z. T. völlig zerstört; eine funktionale Interpretation war deshalb nicht mehr möglich. Für die Kastelle I bis III sind keine festen Innenbauten nachgewiesen, man nimmt an, dass dort nur Zelte gestanden haben (Marschlager?). Lediglich für das Kastell IV konnte hingegen der Versuch der Innengliederung angegangen werden. Es verfügte neben dem Lagerhauptquartier (principia) und Kommandantenhaus (prätorium) im Zentrum auch über die anderen für frühkaiserzeitliche Lager standardmäßigen Gebäude: zwei Getreidespeicher (horrea) und 12 Mannschaftskasernen (centuria), alle in Holzbauweise, bzw. Fachwerktechnik ausgeführt. Die postulierte lagerinterne fabrica ist nicht sehr wahrscheinlich, da eine solche metallverarbeitende Werkstätte kaum unmittelbar neben den principia platziert worden wäre.

#### Principia
Vom Verwaltungsbau wurde der hintere Teil der in Fachwerk ausgeführten Principia freigelegt, deren Breite betrug etwa 28 m, während die nachgewiesene Länge maximal 18 m beträgt. Die rückseitigen Kammern der Principia bzw. ihre Raumaufteilung erscheint aber fragwürdig. Hänggi vermutet einen gegenüber den restlichen Räumen (officia) breiteren Zentralraum (aedes), darauf deutet die größere Jochbreite der Pfostengruben. Denkbar ist aber auch, dass an dieser Stelle die Rückwand, wie bei den Lagern wie Haltern und Marktbreit für einen Durchgang durchbrochen war. Da die betreffende Stelle noch nicht untersucht wurde, liegen beide Interpretationen im Bereich des Möglichen. Man glaubt in den Pfostengruben mit ihren regelmäßigen Abständen Hinweise für einen späteren Umbau der Querhalle (basilika) oder eventuell sogar für einen zusätzlichen Mittelbau zu erkennen.

#### Kasernen
Vermutlich westlich und vor allem östlich der Principia konnte eine Anzahl von Kasernen (A–D) – alle per strigas ausgerichtet – beobachtet werden, von denen freilich nur Baracke B der Phase 4 zugewiesen wurde, während C (Phase 5) und A? und D (Phase 6–10) aus stratigraphischen Gründen später zu datieren waren.

## Garnison

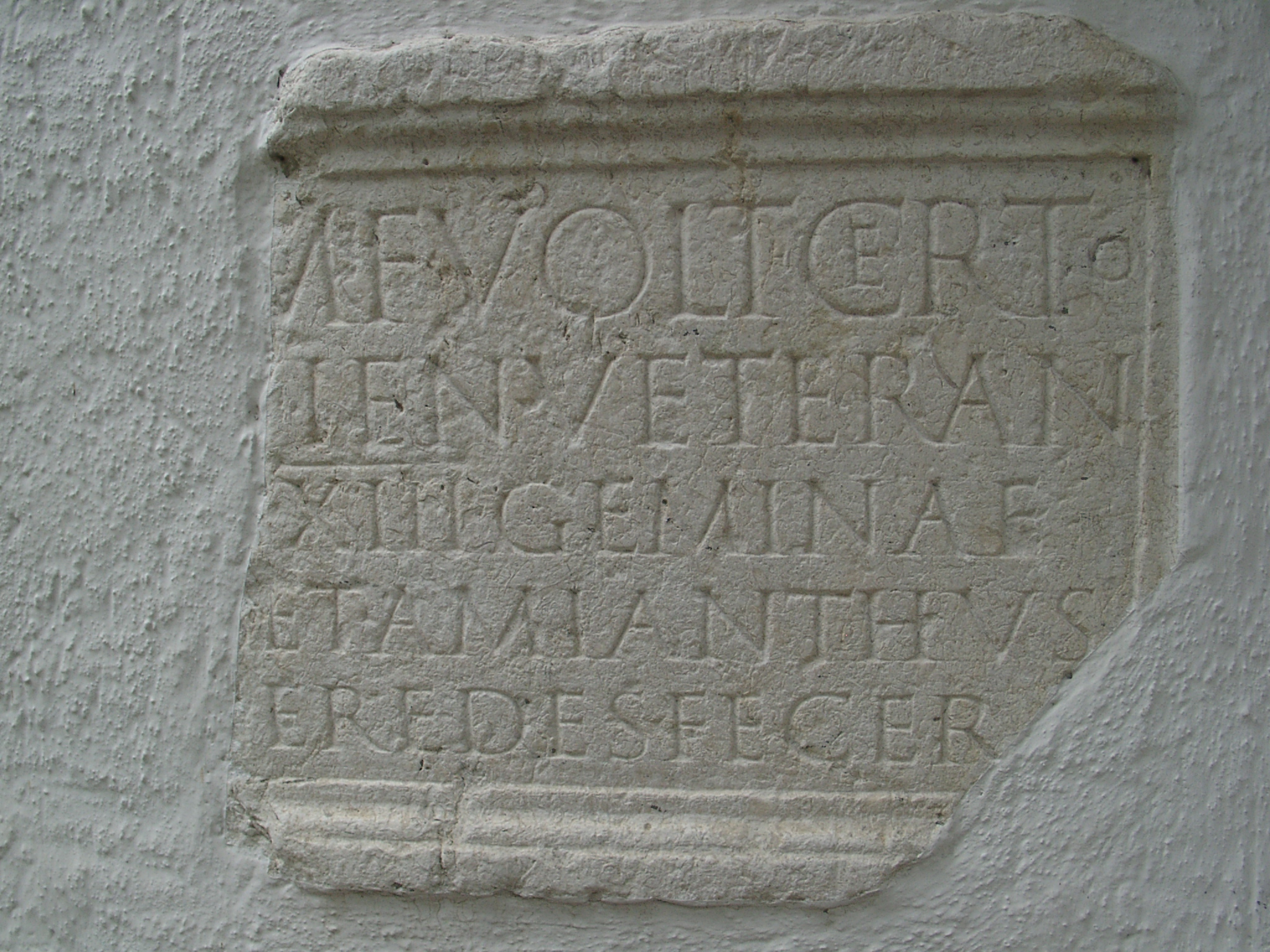
Grabinschrift des Certus, eines Veteranen der Legio XIII Gemina, gefunden in Zurzach

Nach den Waffenfunden zu urteilen, ist das Fundmaterial zu disparat, um genaue Aussagen zur Identifizierung der in den unterschiedlichen Kastellen aufhältigen Soldaten zu tätigen. Reste von pila, gladii und Schienenpanzer (Lorica segmentata) deuten auf die Stationierung von Legionären.
Die Anwesenheit von Hilfstruppen wird durch einen Helm vom Typ Weisenau und einige Lanzen- und Speerspitzen bestätigt. Kavallerie ist für die Lager von Tenedo durch Teile vom Pferdegeschirr anzunehmen. Der archäologische Befund erlaubt jedoch nicht zu verifizieren, ob sie den beiden Legionen oder den Auxilia zuzuordnen sind, oder ob Legionare gleichzeitig mit berittenen Hilfstruppenverbänden in einem der Lager standen. Nach der Größe der Innenflächen zu urteilen, erlauben die vorliegenden Daten auch Schätzungen zur Untergrenze der Mannschaftsstärke in Tenedo.
Danach wären in den Lagern der
- Bauphase 1–2 um die 500 Mann, vielleicht auch bis zu drei Kohorten, in der
- Bauphase 3 mit einer Innenfläche von 1,8 ha ca. 1500 Mann und schließlich in den
- Bauphasen 4–10 bei 2,08 ha jeweils rund 1800 Mann stationiert gewesen.[20]

| Zeitstellung           | Truppenname                                | Bemerkung |
| ---------------------- | ------------------------------------------ | --- |
| 1. Jahrhundert n. Chr. | Legio XXI Rapax                            | Man geht mittlerweile aufgrund der in Zurzach gefundenen Ziegelstempel dieser Einheit davon aus, dass eine Vexillation dieser ansonsten in Vindonissa stationierten Einheit in Zurzach kaserniert war. |
| 1. Jahrhundert n. Chr. | Legio XI Claudia                           | Sie löste später die Besatzung der Legio XXI ab. Soldaten dieser Legion ließen zwei Grabsteine in Zurzach setzen (Ende des 1. Jahrhunderts).                                                           |
| 1. Jahrhundert n. Chr. | cohors XXVI voluntariorum civium Romanorum | Drei Ziegelstempel dieser Hilfstruppeneinheit deuten auf die Stationierung dieser Kohorte in Tenedo (im Zeitraum von ca. 30–50 n. Chr.) hin.                                                           |

## Rheinbrücke
Zwischen Rheinheim und Zurzach war einst der wichtigste Rheinübergang der römischen Reichsstraße. Man nimmt an, dass schon die gallo-helvetische Bevölkerung bei Zurzach eine Brücke errichtet hatte. Das deutsche Rheinheim fusst auf dem spätrömischen Brückenkopfkastell. Dem Übergang über den Strom dienten hier einstmals 3 Brücken, die einwandfrei nachgewiesen sind. Die östliche befand sich ungefähr in der Mitte zwischen Rheinheim und Reckingen beim Mühlacker. Die zweite begann am Schweizer Ufer beim Schloss Mandach und führte diesseits auf einen Punkt östlich vom Pfarrhaus Rheinheim. Die dritte befand sich ungefähr 100 m weiter stromabwärts.

„Johann Acklin, 1655–1690 Stiftsamtmann, beschreibt drei Brücken über den Rhein, die ‚vor altem gestanden, die einte oben gegen Reckhingen beim Wartbaum genannt, grad gegen der Schiffmühlin vorüber, alwo noch bei mansgedenckhen alt Mauerwerck gesehen worden, die andere bey dem Schloß Mandach, drite nitsich bey dem Trencki Orth genannt‘ und dass ‚bey kleinem Wasser von allen dreyen Bruggen die Pfeiler in gueter Ordnung‘ zu sehen seien. Er schildert auch, ‚wie man dergleichen Pfeiler und eisene Scuoch damit ausgezogen‘ habe.“

Zur ersten Brücke siehe auch die Angabe unter Reckingen. Die ‚drite Brugg‘ war demnach die historisch erste, die noch während oder nach der Einrichtung des Römerlagers 15 v. Chr. westlich der späteren gebaut wurde und die Insel gegenüber dem heutigen Gemeindezentrum Küssaberg als Etappenstation‘ nutzte. Der neu angelegte Asphaltweg östlich entlang des Gemeindezentrums (Feuerwehrzentrale) markiert die Trasse des Erstverlaufs der Römerstraße. Auf Zurzacher Seite kamen bei Ausgrabungen 1982–1987 im Gebiet Himmelrych/Auf Rainen Reste militärischer Anlagen aus der 1. Hälfte des 1. Jahrhunderts n. Chr. zum Vorschein. Ausserhalb des Kastellbereichs lagen verschiedene Werkstätten- und ein Badgebäude. Auf dieser ersten Kastellfläche befindet sich heute das Schloss Zurzach („Villa Himmelrych“).

## Vicus
Parallel zu den archäologischen Untersuchungen in den Lagerarealen wurden, zumindest in Ausschnitten die zugehörige Zivilsiedlung erforscht. Die besten Erhaltungsbedingungen waren westlich des Kastells gegeben. Zwar wurden auch südlich und östlich des Lagerareals Gebäudespuren angetroffen; es ist aber fraglich, ob sie auch als Indiz für eine Bebauung in diesem Bereich ausreichen. Den wenigen Befunden lässt sich zudem nicht entnehmen, ob sich bereits um die ältesten Kastelle eine dichte Vicusbebauung entwickelte. Um das Jahr 10 n. Chr. bildete sich nach und nach ein Kastellvicus heraus; im Westen schloss sich diesem noch ein Gutshof an (mit früher Holzbauphase). In spätrömischer Zeit erbauten die Römer etwas weiter rheinaufwärts das Doppelkastell Kirchlibuck-Sidelen.
Der Vicus hatte dorfähnlichen Charakter und seine Bevölkerung sicherte die Versorgung des nahen Kastells mit Gütern des täglichen Bedarfs. Insgesamt waren drei Siedlungsphasen zu unterscheiden: Siedlungsphase I wurde durch einen großen Holzbaukomplex mit Hof geprägt, an dessen Nordteil ein weiteres Haus (Haus VII) angebaut wurde. Nach der Schlackenansammlung zu urteilen, stand dort eine Schmiede. Aus einer Fäkalienschicht und Essensabfällen wurden auch die Ernährungsgewohnheiten transparent. In der Siedlungsphase II wurde – offenbar erfolgreich – ein Feuer im Südteil gelöscht, denn im Nordteil fanden sich davon keine Spuren. An Haus VIII (südlich) konnten aufwendige technische Erneuerungen beobachtet werden: Die Schwellbalken lagerten nun auf einer stellenweise zweischichtigen Trockenmauer auf. Der nördliche Vorplatz war geschottert worden, der westlich des Hauses als Gehweg weitergezogen worden und führte durch eine offene Palästra zu einem Bad. Das Haus wurde gegen Ende des 1. Jahrhunderts wieder abgetragen. In der Siedlungsphase III dürfte ein Steingebäude im Südostteil hochgezogen worden sein und einige Umbauten am Bad weisen auf eine längere Nutzungszeit hin.
Im Westvicus konnten bis zu vier Bauhorizonte unterschieden werden. Nach den dort gemachten Funden zu urteilen, besteht die Möglichkeit, dass der vicus in Tenedo sich zeitgleich mit dem ersten Kastell entwickelt hat. Dennoch passt die Bebauung von Zurzach nicht zu den bislang bekannten Lagerdörfern etwa ab der flavischen Zeit. Diese bestanden aus langrechteckigen, größtenteils gleichförmigen Streifenhäusern auf langgestreckten Parzellen, die im vorderen Teil zumeist unterkellert waren. Auffällig ist in diesem Zusammenhang das Fehlen solcher Keller im Zurzacher vicus. Dies kann in der räumlichen Begrenzung der Grabungen seine Erklärung finden; allerdings wäre es auch denkbar, dass in der Frühzeit der Lagerdörfer Keller nicht oder seltener als im 2. und 3. Jahrhundert ausgeschachtet wurden. Ergraben wurde ein 135 m² großes, steinernes Badehaus (thermae) des Reihentypus, in unmittelbarer Nachbarschaft konnten die Überreste eines weiteren Steingebäudes nachgewiesen werden. Trotz unterschiedlicher Bauweise spricht seine Ausrichtung und die Nähe beider Bauten zueinander für einen funktionalen Zusammenhang, wobei dessen Lage an der Aaretal-Donaustraße vielleicht auf eine Herberge (mansio) mit angegliedertem Bad hindeuten könnte. Bis auf vereinzelte Befunde aus dieser späten Bauperiode scheint es ansonsten keine Anzeichen zu geben, die noch für andere, auch größere Steingebäude sprechen würden. Der Erhaltungszustand des Badegebäudes und der mutmasslichen mansio schließt aus, dass die jüngsten Baustrukturen im Laufe der Jahrhunderte komplett abgetragen wurden. Man vermutet in diesem Zusammenhang eher eine Verlagerung des nachkastellzeitlichen Ortes und eine Verkleinerung des Siedlungsgebietes. Vielleicht befand sich das mittelkaiserzeitliche Siedlungszentrum südlich der bisherigen Grabungsareale.
Leider ließen sich die Befunde aus dem Vicus keiner Kastellphase zuordnen. Roth-Rubi vermutet einen Siedlungsabbruch bzw. Bevölkerungsrückgang in spätclaudisch-neronischer Zeit. Dies lässt sich aber für den vicus nicht bestätigen; vielmehr deutet die Keramik ohne Zweifel auf eine durchgängige Besiedlung bis in neronische Zeit. Hartley, vermutet eine Siedlungsunterbrechung in den Jahren 60–65 und hält die Ereignisse während des Vierkaiserjahres für den Siedlungsabbruch am wahrscheinlichsten. Unbestritten ist, dass ein solcher in der flavisch-traianischen Zeit in Tenedo stattgefunden hat. Der westliche Lagervicus mit bestand noch einige Zeit weiter; während der mittleren Kaiserzeit entwickelte er sich entlang der Südstrasse, längs der auch Gräber angelegt wurden, in bescheidenem Ausmass weiter. Auch die Untersuchung des Gräberfeldes unter dem Verenamünster hat gezeigt, dass ein Fortbestehen der Siedlungstätigkeiten im 2. und 3. Jahrhundert sehr wahrscheinlich ist. Die jüngsten Bestattungen datieren sogar aus dem 4. Jahrhundert n. Chr. Ab da wurde die römische Nekropole nicht mehr belegt, das Wissen um sie blieb allerdings in der örtlichen Bevölkerung erhalten, was die Verenalegende und diverse Memorialbauten um das Verenakloster bezeugen. Bei Mittskirch befindet sich ein zum Oppidum gehörender späteisenzeitlicher Friedhof. Ein Gräberfeld aus der frühen römischen Besatzungszeit wurden bislang nicht beobachtet.

### Villa suburbana Entwiesen
Von der Auffindung des römischen Gutshofes bei Entwiesen (später Brüggliwiesen) wurde erstmals 1657 durch den Amtmann des Zurzacher Verenastiftes, Johann Jacob Acklin, berichtet. Der römische Gutshof wurde zwischen 1914 und 1915 von Karl Stehlin und Josef Villinger ausgegraben. Die Villa war vermutlich die Residenz eines wohlhabenden Gewerbetreibenden in Tenedo. Der Komplex bestand aus einer Villa und ihren Nebengebäuden. Die Forschungsergebnisse waren zwar für eine Publikation vorbereitet worden, wurden jedoch nie veröffentlicht. Roth-Rubi und Hidber nahmen sich dessen an und redigierten und kommentierten den im Baseler Staatsarchiv liegenden Nachlass des beiden Archäologen. Bei diesem Objekt handelte es sich um eine Villa mit einer aufwendig ausgestatteten mehrräumigen Badeanlage, die im Annexbau an der Nordwestecke des Fundortes stand. Vom Hof (Nutzung als Gemüsegarten) aus waren der Ost- und Mittelflügel zugänglich. Der Westflügel war durch einen überdachten Mittelgang mit den weiteren Räumen verbunden. Einige Räume im Erdgeschoss konnten mittels einer Hypokaustenanlage beheizt werden. Gebäude B im Nordosten des Hauptgebäudes diente als Wohnraum für die Bediensteten. Die ausgegrabenen Keramiken und Fundgegenstände datieren den Komplex in die mittlere Kaiserzeit (1.–2. Jahrhundert n. Chr.).